# Al-Harra
Das Dorf al-Harra (arabisch الحارة al-Ḥārra ‚das heiße [Dorf]‘) befindet sich ca. 25 km östlich der Stadt al-Bāwīṭī in der Senke al-Baḥariyya in Ägypten. Die in der Nähe des Dorfs gefundenen Felseninschriften aus der altägyptischen 12. Dynastie stellen ein wichtiges Bindeglied in der Besiedlungsgeschichte der Westlichen Wüste Ägyptens dar.

## Lage des Dorfs
Das Dorf befindet sich südlich der Fernverkehrsstraße von al-Bāwīṭī nach Kairo. In ihm lebten 1980 etwa 800 Einwohner in 180 Haushalten. Neben dem Hauptweiler al-ʿAin al-ǧadīda („die neue Quelle“) gehören zu al-Ḥārra sechs weitere Brunnengemarkungen. Die Einwohner bewirtschaften etwa 600 Feddān (250 Hektar) Land, auf dem ca. 8.000 Palmen wachsen. Das Wasser stammt aus drei Tiefbrunnen und 21 „römischen“, also alten Brunnen.

## Namensgebung
Der Name al-Ḥārra bedeutet „das heiße [Dorf]“. Von allen Seiten ist das Dorf von hohen, Fossilien enthaltenden Kalksteinfelsen umgeben, nur entlang der Fernverkehrsstraße gibt es Einschnitte. Der Wind, der ansonsten in der ganzen Senke für etwas Abkühlung sorgt, weht über das Dorf hinweg.

## Felseninschriften der 12. Dynastie

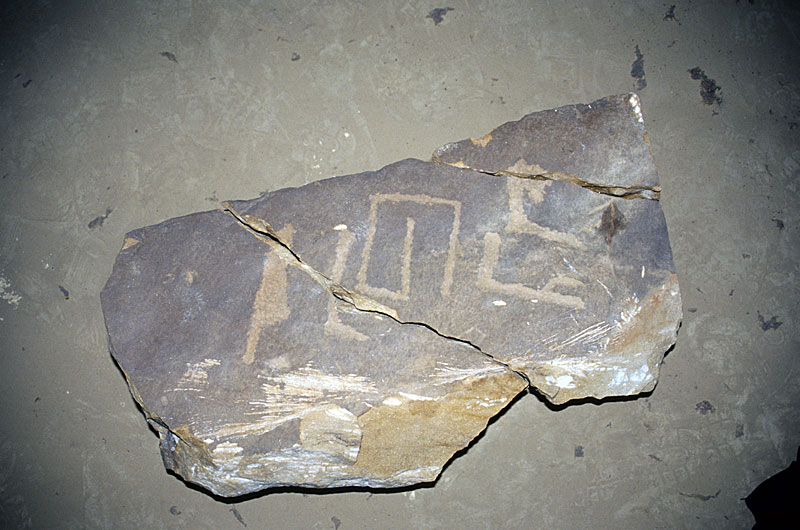
Inschrift 1: „Gouverneur Hebi“, 46 cm lang, 19 cm hoch

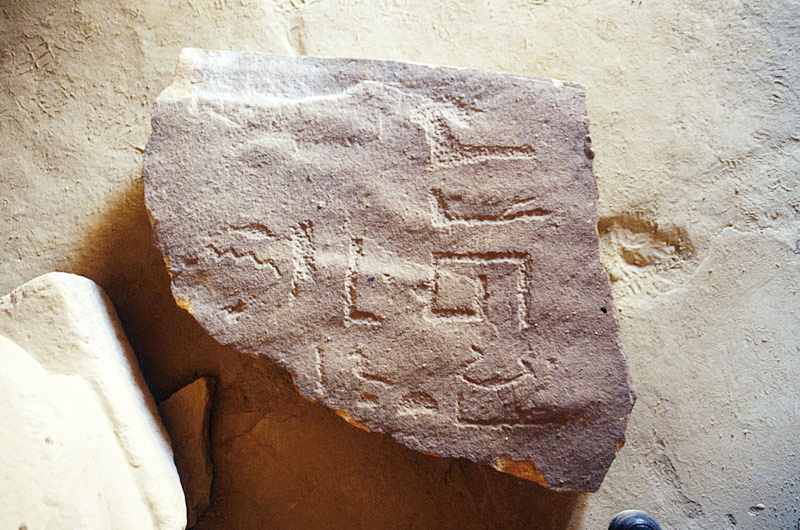
Inschrift 5: „Gouverneur Hebi, gemacht für Maat, gerechtfertigt“, 50 cm lang, 52 cm hoch

In der Nähe des Dorfes wurden 1973 von Ahmed Fakhry (1905–1973) drei Felsinschriften aus dem Mittleren Reich entdeckt. Im Jahr 2001 wurden vom Institut français d’archéologie orientale unter Leitung von Georges Castel erneute Untersuchungen vorgenommen. Insgesamt wurden sieben Inschriften in der Nähe eines Eingangs zu einer natürlichen unterirdischen Galerie gefunden. Drei der Inschriften stammen vom hiesigen Gouverneur (ḥ3tj-ʿ) Hebi. Zwei der Stelen sind Opferstelen an die Göttin Ipet (Jpt), eine stammt von einem Senebtify, die andere von einem Nehetet.
Der Name Hebi wird vorwiegend im Mittleren Reich benutzt. Dieses und andere Merkmale führen zu einer Datierung ins Mittlere Reich, Anfang der 12. Dynastie. Damit sind die Inschriften das einzige Material aus dieser Zeit und wichtiges Verbindungsstück in der Geschichtsschreibung der Oase, denn Zeugnisse aus dem Mittleren Reich fehlen bisher.
Die Inschriften sind nicht mehr vor Ort, sie wurden 2002 aus dem Fels gesägt und magaziniert.

## Römische Besiedelung
Das Gebiet ist mindestens seit römischer Zeit besiedelt. Wie die Untersuchungen von Ahmed Fakhry in den 1930er-Jahren ergaben, befanden sich in Nähe der Quelle ʿAin al-Wādī zwei Lehmziegelgebäude, 500 Meter nördlich von al-ʿAin al-ǧadīda ein antiker Friedhof und ca. 200 Meter von ʿAin az-Zāwiyya mehrere Felsengräber. Eins der Felsengräber bestand aus zwei Kammern.
In ʿAin az-Zāwiyya wurden 2010 während der Bauarbeiten zu einem Jugendzentrum mehrere Gräber aus der ptolemäischen (griechischen) Zeit (3. Jahrhundert v. Chr.) gefunden. Die Gräber haben einen identischen Aufbau: eine Treppe führt zu einem Felskorridor, der in einer großen Kammer endet, in deren Ecken sich Bänke für das Aufstellen von Särgen befanden. Zu den Funden gehörten „Mumien“masken, Münzen, Keramik und Glasgefäße.